# Mahamadpur (Bardiya)
Pour les articles homonymes, voir Mahamadpur.
Mahamadpur (en népalais : महम्मदपुर) est un comité de développement villageois du Népal situé dans le district de Bardiya. Au recensement de 2011, il comptait 10 932 habitants.